# Pecica
Pecica (pronunție în română [ˈpet͡ʃʲ.ka], „Pécica”; în maghiară Pécska, în germană Petschka, în sârbă Печка/Pečka) este un oraș în județul Arad, Crișana, România, format din localitatea componentă Pecica (reședința), și din satele Bodrogu Vechi, Sederhat și Turnu. Situat la o distanță de 25 km față de municipiul Arad, orașul Pecica și-a făcut de curând apariția în rețeaua urbană a României. Teritoriul administrativ al orașului se întinde în vestul Câmpiei Aradului, orașul administrând localitățile Pecica Veche (mai demult Pecica Română), Rovine (mai demult Pecica Ungurească) și localitățile rurale Bodrogu Vechi, Sederhat și Turnu.

## Geografie
Orașul Pecica se află în județul Arad, în Câmpia Aradului, pe partea dreaptă a râului Mureș.

## Istoric

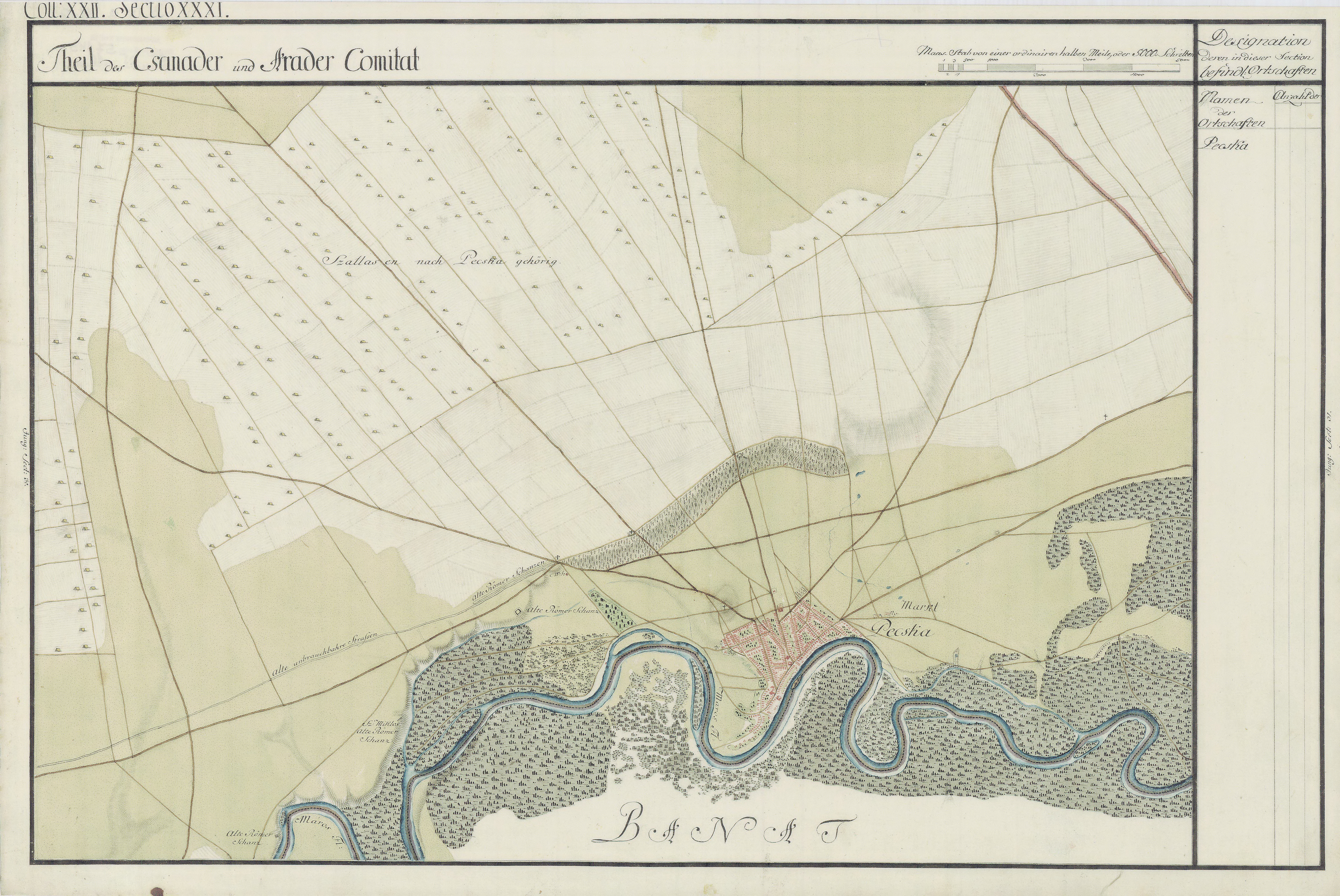
Pecica în hărțile iozefine ale Comitatului Arad, 1782-85

Bogăția descoperirilor arheologice din această zonă au dat numele unei importante perioade istorice cunoscută sub denumirea de Cultura Periam-Pecica. Istoria așezărilor Pecica, Bodrogu Vechi, Sederhat și Turnu este strâns legată de evenimentele ce au marcat prin amploare întreaga zonă a Câmpiei Aradului. La 10 km sud-vest de Pecica s-au găsit ruinele mănăstirii voievodului Ahtum de la începutul secolului al XI-lea
Prima atestare documentară a localității se găsește în registrele diecezale papale din 1329. Din anul 1335 așezarea era cunoscută sub denumirea de Petk. Sederhat este consemnat doar din anul 1913, Turnu din anul 1333 sub denumirea de Mok și Bodrogu Vechi din anul 1422 sub denumirea de Bodruch.
În anul 1552, localitatea Pecica a intrat sub administrație Otomană, aparținând de Pașalâcul Timișoara până în 1699. 
Important în istoria localității Pecica este că în 1689 imperiul austriac a executat o colonizare masivă cu sârbi, în scopul protejării graniței de pe Mureș împotriva turcilor. Au trecut în ținutul Aradului cca. 70-80.000 de sârbi împreună cu episcopul lor din Ipec, Arsenie Petrovici. În felul acesta biserica ortodoxă din regiune este pusă sub ierarhia bisericii sârbești. Colonizații primesc mai multe privilegii în schimbul serviciilor grănicerești. Însă conviețuirea cu administrația feudală a regiunii nu se dovedește în totalitate viabilă.
Astfel, între 1751-1752 izbucnește la Pecica revoluția căpitanului Pero, În urma înăbușirii acesteia, un număr de cca. 32.000 de sârbi emigrează în stepele din dreapta Nistrului. Numeroase sate rămân depopulate.
"Episcopul Sinesie Ivanovicï al Aradului, la 17 iunie 1762, dă pastorală în limba română".
"Dela anul 1784 încoace se întemeiază și se organisează scoale, pentru toate neamurile, deci și pentru Români. în părțile Aradului se designează pentru scoale poporale românești următoarele comune : Buteni, Siria. Șimand, Peclca, Soborsin, Ineu, Chișineu, Odvoș, Pauliș, Cuvin, Covăsinț. Șiclău, Petris, Soimoș, Galșa, Bârzava, Totvărădia; Curtici, Agriș, Semlac.2) Ear la 13 Septembre 1787 se instituie în Oradea-Mare un inspector pentru școalele românești din cercul Aradului și Bihorului.3) La anul 1794 școalele române din cercul Aradului sunt puse sub conducerea, unui inspector din Arad, cu numele Ștefan Ioan PopovicI,4) un om învățat, care era totodată și notar al Aradului."
În perioada interbelică, Pecica a fost reședința unei plase din județul Arad (interbelic). În aprilie 2004 localitatea Pecica a fost declarată oraș.

## Demografie
Componența etnică a orașului Pecica
     Români (60,33%)
     Maghiari (19,59%)
     Romi (8,03%)
     Alte etnii (0,95%)
     Necunoscută (11,1%)
Componența confesională a orașului Pecica
     Ortodocși (55,88%)
     Romano-catolici (22,07%)
     Penticostali (5,8%)
     Baptiști (1,39%)
     Reformați (1,26%)
     Alte religii (1,94%)
     Necunoscută (11,66%)
Conform recensământului efectuat în 2021, populația orașului Pecica se ridică la 11.950 de locuitori, în scădere față de recensământul anterior din 2011, când fuseseră înregistrați 12.762 de locuitori. Majoritatea locuitorilor sunt români (60,33%), cu minorități de maghiari (19,59%) și romi (8,03%), iar pentru 11,1% nu se cunoaște apartenența etnică. Din punct de vedere confesional, majoritatea locuitorilor sunt ortodocși (55,88%), cu minorități de romano-catolici (22,07%), penticostali (5,8%), baptiști (1,39%) și reformați (1,26%), iar pentru 11,66% nu se cunoaște apartenența confesională.

## Politică și administrație
Orașul Pecica este administrat de un primar și un consiliu local compus din 17 consilieri. Primarul, Petru Antal[*], de la Partidul Național Liberal, este în funcție din 2012. Începând cu alegerile locale din 2024, consiliul local are următoarea componență pe partide politice:
|  | Partid                                 | Consilieri | Componența Consiliului | Componența Consiliului | Componența Consiliului | Componența Consiliului | Componența Consiliului | Componența Consiliului | Componența Consiliului |
|  | -------------------------------------- | ---------- | ---------------------- | ---------------------- | ---------------------- | ---------------------- | ---------------------- | ---------------------- | ---------------------- |
|  | Partidul Național Liberal              | 7          |                        |                        |                        |                        |                        |                        |                        |
|  | Alianța pentru Unirea Românilor        | 6          |                        |                        |                        |                        |                        |                        |                        |
|  | Uniunea Democrată Maghiară din România | 3          |                        |                        |                        |                        |                        |                        |                        |
|  | Partidul Social Democrat               | 1          |                        |                        |                        |                        |                        |                        |                        |

## Economie
Deși economia orașului este una predominant agrară, în ultima perioadă sectorul economic secundar și terțiar au avut
evoluții ascendente. Alături de agricultură, industria petrolului și a gazelor naturale este bine reprezentată aici.
Deschiderea punctului de frontieră de la Turnu și punerea în valoare pentru viitor a zăcămintelor de ape termale ar putea fi
atuurile cele mai importante pentru dezvoltarea economică a orașului.

## Educație
În orașul Pecica sunt șapte grădinițe, opt școli și un liceu.
Liceul din Pecica poartă numele de Liceul Teoretic „Gheorghe Lazăr”. Localul școlii a fost clădit în anul 1904. În perioada 1919-1956 instituția a funcționat ca școală elementară (primară).

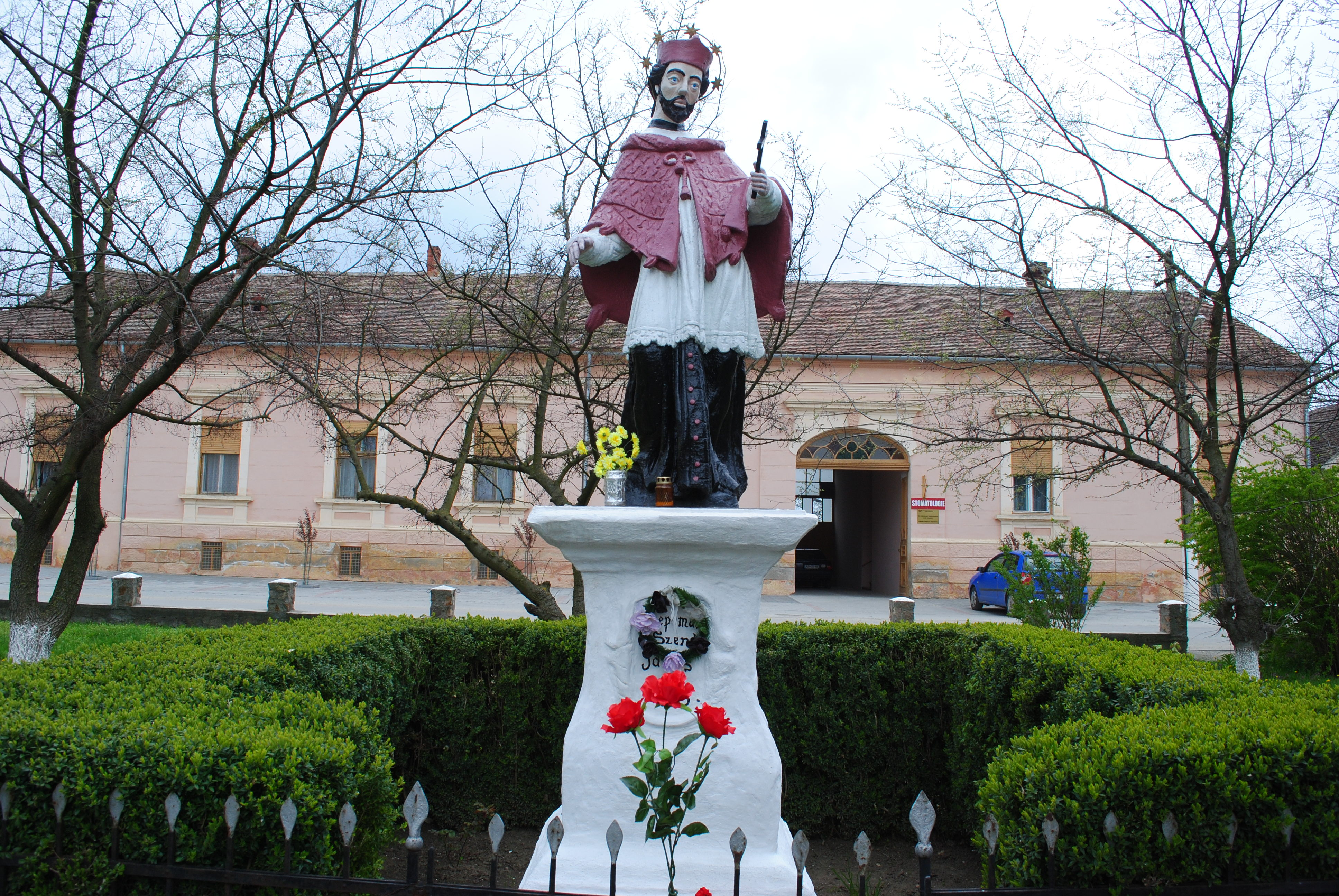
Ansamblul urban Pecica

În anul 1956 se înființează învățământul liceal. Denumirea școlii apare sub diferite forme, așa cum reiese din documentele vremii: într-o adeverință elaborată de Sfatul Popular al comunei Pecica din 12 februarie 1962 denumirea instituției este Școala Medie Nr. 1, iar în Memoriul justificativ din 27 mai 1962 apare denumirea de Școală Medie mixtă.

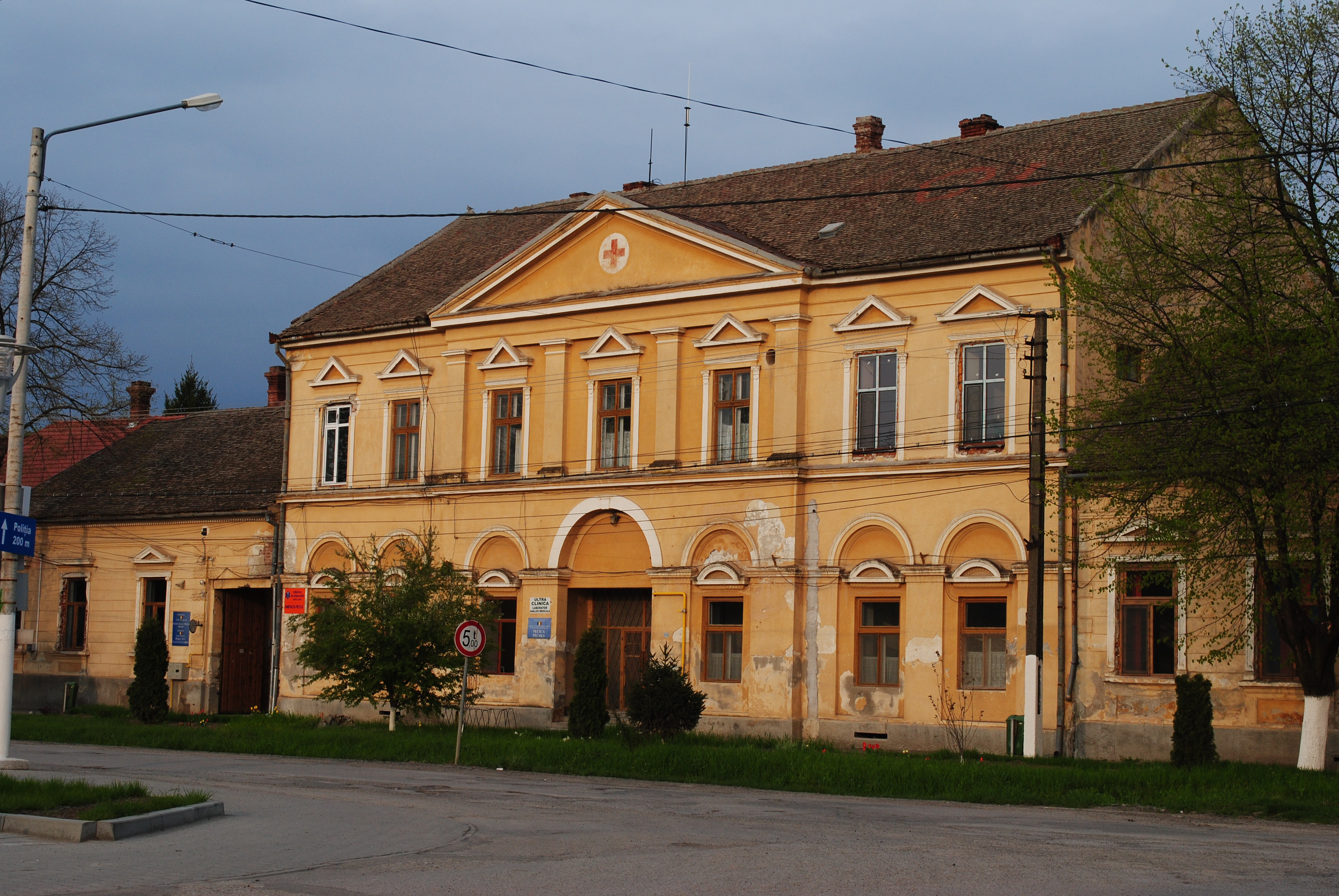
Ansamblul urban Pecica

Potrivit Ord. 23898/07.06.1967 al Sfatului Popular al regiunii Banat, comisia de studiere și avizarea denumirilor de pe lângă Comitetul executiv regional, liceul primește numele ilustrului dascăl al școlii românești, Gheorghe Lazăr. Liceul „Gheorghe Lazăr” din Pecica va funcționa până în anul 1977, când se desființează, transformându-se în Școala cu clasele I-X Nr. 1 Pecica. După revoluție, în anul 1990 se reînființează Liceul Teoretic cu secția română-maghiară, având profil real (matematică-fizică) - uman.
În anul 1990 se înființează din nou învățământul liceal în comuna Pecica sub forma Liceului Teoretic, având secția română și maghiară, cu profil real-uman. Liceul reprimește denumirea de „Gheorghe Lazăr” în anul 1994, funcționând ca liceu teoretic cu profil real (matematică-fizică) - uman, urmând ca din 1999, profilul real să devină matematică-informatică. Reforma din învățământul românesc a condus la ideea transformării liceului în Grupul Școlar „Gheorghe Lazăr”, cu filieră teoretică-matematică-informatică și uman, prin adăugarea în planul de școlarizare a unei clase de școală profesională, pe profil prelucrare-finisare lemn.

## Turism

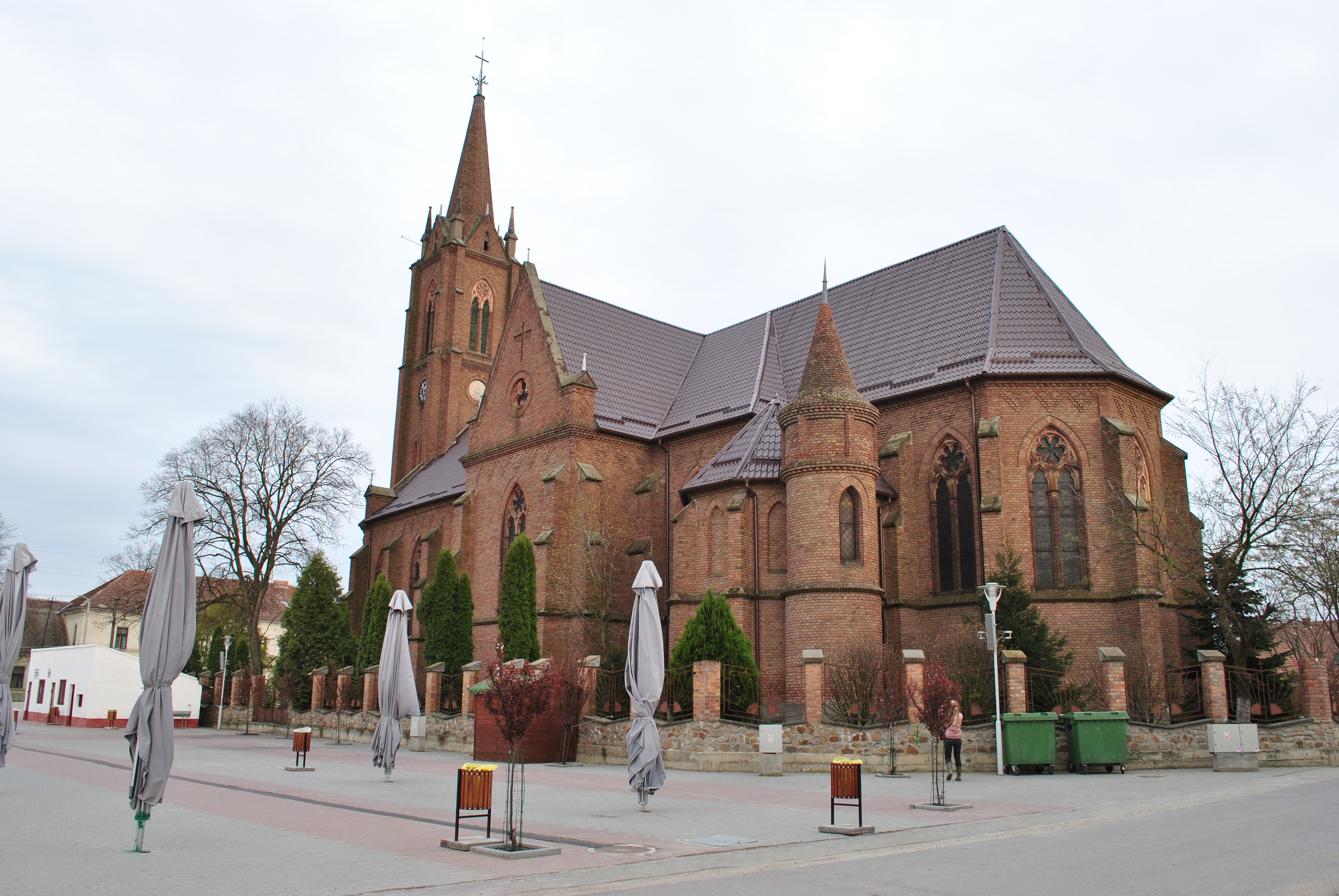
Biserica romano-catolică din Pecica

Pecica poate deveni și un punct de atracție turistică prin punerea în valoare a ansamblului urban din zona bisericii romano-catolice, mediatizarea Parcului Natural Lunca Mureșului și nu în ultimul rând prin canalizarea investițiilor în acest sector de activitate. În octombrie 2013 se finalizează construcția Muzeului Digital din Pecica, cu oportunități de vernisaj, expoziție și diferite tipuri de prezentări, clădirea fiind destinată publicului larg, programelor educaționale pentru copii și studiului asupra folosirii speciilor autohtone pentru reabilitarea biotopurilor de apă în zonele ocrotite.

## Diverse
Orașul este renumit și pentru „Pita de Pecica”.

## Orașe înfrățite
- Woluwe-Saint-Pierre, Belgia
- Battonya, Ungaria
- Záhony, Ungaria

## Personalități
- Zsigmond Ormós (1813 - 1894), jurist, politician, scriitor, ziarist, critic și istoric de artă maghiar, fondatorul muzeelor timișorene;
- Roman Ciorogariu (1852 - 1936), episcop
- Ioan Marciac, (1862 - 1942), deputat în Marea Adunare Națională de la Alba Iulia 1918;
- Dimitrie Barbu (1862 - 1946), deputat în Marea Adunare Națională de la Alba Iulia 1918;
- Kuno von Klebelsberg (1875 - 1932), fost ministru de interne al Regatului Ungariei;
- Sabin Evuțianu (1889 - 1977), deputat în Marea Adunare Națională de la Alba Iulia 1918;
- Ștefan Petrișor (1867 - 1963), deputat în Marea Adunare Națională de la Alba Iulia 1918;
- Emanuil Puta (1876 - 1963), deputat în Marea Adunare Națională de la Alba Iulia 1918;
- Oszkár Nagy (1893 - 1965), artist plastic;
- Valeriu Novacu (1909 - 1992), fizician, om politic comunist;
- Ștefan Guleș (1933 - 2012), pictor;
- Mircea Petescu (1942 - 2018), fotbalist și antrenor;
- Tinu Vereșezan (n. 1975), interpret de muzică de petrecere;
- Marius Cihărean (n. 1975), halterofil;
- Talita Baqlah (n. 1995), înotătoare.